# LLDB
LLDB Debugger (LLDB) — высокопроизводительный отладчик. Он сделан как множество повторно используемых компонентов широко использующих существующие библиотеки проекта LLVM, к примеру, парсер выражений Clang или дизассемблер LLVM.

## Состояние проекта
Хотя LLDB находится на ранней стадии разработки, этого достаточно для базовой отладки программ, написанных на C, Objective-C и C++.
LLDB может работать на Mac OS X, Linux и поддерживает i386, x86-64, ARM архитектуры. Используется в Xcode начиная с версии 4.3 как отладчик по умолчанию.

## Лицензия
Весь код в проекте LLDB доступен под University of Illinois/NCSA Open Source License (англ. University of Illinois/NCSA Open Source License), свободной «BSD-style» лицензией, как и другие части проекта LLVM.